# Джеймс Фрай
Джеймс Фрей (англ. James Frey; нар. 12 вересня 1969, Клівленд) — американський романист, автор романів «A Million Little Pieces» (2003), «My Friend Leonard» (2005), «Bright Shiny Morning» (2008) і серії «Лорієльська сага», засновник та керівник компанії «Full Fathom Five».

## Кар'єра
Джеймс Фрей — випускник Університету Денісона (штат Огайо) 1992 року. Першими його роботами були сценарії до таких фільмів як «Поцілунок жартома» та «Солодке: падіння Заходу», останній з яких він також срежисував. Обидва фільми вийшли на великі екрани у в 1998 році.
У квітні 2003 року видавництво «Doubleday» опублікував роман «Мільйон маленьких шматочків», який Фрей написав як спогад про наркоманію, злочини, пияцтво та можливість знайти в собі сили побороти все це. Перші відгуки на книгу були дуже позитивні, і навіть редактори Amazon.com вибрали твір Фрея найкращим романом 2004 року. Джеймс Фрей одразу приступає до роботи над твором «Мій друг Леонард», який є прямим продовженням «Мільйон маленьких шматочків». Книга опублікована у червні 2005 році видавництвом «Riverhead» і після появи на полицях магазинів б`є рекорди продажу. Сюжет другої книги більш зосереджений на стосунках «батько-син»,  які Фрей утворив разом зі своїм другом Леонардом, під час реабілітації за програмою лікування наркоманії Хазельдена. Значні частини двох книг, які спочатку рекламувалися як фактичні, пізніше виявились несправжніми та цілковито вигаданими Фреєм.
Незважаючи на проблеми з виданими книжками, що не були цілком автобіографічними, Фрей підписав у 2007 році новий контракт на семизначну суму за ще ненаписані три романи з Харпером Коллінзом. 13 травня 2008 року виходить новий роман Фрея «Яскравий блискучий ранок», який одразу увійшов до списку бестселерів «Нью-Йорк таймс» та отримав неоднозначні відгуки.  Джанет Маслін з «Нью-Йорк таймс», яка раніше була одним із критиків Фрея, дала книзі дуже позитивну рецензію. Рецензія «The New Yorker» була більш прохолодною, роман був названий «банальним». Книга також отримала дуже прохолодні огляди у «Los Angeles Times» та «The Guardian». Рецензії починались з  епіграфа "Ніщо в цій книзі не повинно вважатися точним чи надійним».
19 серпня 2010 року у розділі пліток «Page Six» «New York Post» з`явилась інформація, що Фрей об'єднався з виконавчими продюсерами Марком Уолберг та Стівом Левінсоном, для написання пілотної серії драми для HBO, яка зосередиться на «тому що відбувається за кулісами порноіндустрію Лос-Анджелесу».
7 жовтня 2014 року видання «HarperCollins» опублікувало першу книгу з трилогії новел «Кінець гри: Поклик» за спільним авторством Джеймса Фрея та Нільса Джонсона-Шелтона. Вона була адаптована а гру з доповненою реальністю від компанії «Niantic Labs» що належить Google. Кінокомпанія XX Century Fox» придбала права на фільм за мотивами гри. Головною сюжетною лінією новели є історія про створення іншопланетянами людської цивілізації на Землі та боротьбу між 12 стародавніми родами за виживання. Герой, обравши собі рід до якого він тепер належить, повинен пройти через всі пригоди та вижити під час «кінцевої гри». У книжковій серії також з’являються підказки, які приведуть одного щасливого переможця до грошової премії.
18 листопада 2015 року Пепсі випустила вигадану розповідь «Чорний розшифрований лицар» про уявну конспірологічну теорію-змову щодо легенду відносно супутник під назвою «Чорного лицаря». Авторство цієї роботи було приписано Джеймсу Фрею. 

## Критика

### Викриття «правдивості» мемуарів
8 січня 2006 року вебсайт «The Smoking Gun» опублікував статтю під назвою «Мільйон маленьких побрехеньок: викриття художньої брехні Джеймса Фрея», в якій стверджується, що Фрей сфабрикував більшу частину своїх спогадів які ввійшли до його дебютної книги, включаючи подробиці про його судимість. Вебсайт стверджував, що Фрей ніколи не був ув'язнений і що він сильно перебільшував обставини арешту, детально описаного в мемуарі: удару поліцейського своїм автомобілем, що призвело до жорстокої бійки з кількома офіцерами та 87-денний вирок у в'язниці. У офіційному повідомленні поліції про цей інцидент виявлено, що Фрей утримувався у відділку поліції не більше п’яти годин, перш ніж була внесена за нього застава в кілька сотень доларів. За інформацією вебсайту «The Smoking Gun», офіцер що арештовував Фрея згадав, що той був дуже ввічливим і співпрацював з поліцією.
Видавці книг «Doubleday» та «Anchor Books» спочатку були повністю на боці письменника, але експертиза підтвердила всю інформацію якою володів вебсайт і це змусило видавців змінити свої думку щодо письменника що написав такі «правдиві» мемуари. Як наслідок, видавці вирішили відмовитись від участі у майбутніх публікаціях творів Джкймса Фрея.
11 січня 2006 року Фрей з'явився зі своєю матір'ю у Ларрі Кінга в програмі «Live на CNN». Він захищав свою працю, стверджуючи, що всі мемуари містять незначні неточності для більшого літературного ефекту. Фрей посилався на реальність своєї залежності вд алкоголю та наркотиків, яка, за його словами, була головним мотиватором для написання книги. Опра Вінфрі зателефонувала наприкінці шоу, захищаючи Фрея. 
26 січня 2006 року Вінфрі запросив Фрей на її особисте шоу. Вона хотіла безпосередньо від нього почути, чи брехав він, чи ж «просто» прикрасив свої мемуари незначними деталями. Фрей визнав, що деякі звинувачення проти нього є вірними. Він визнав, що вебсайт The Smoking Gun був точним, коли повідомляв, щодо часу якій провів у в'язниці - це лише кілька годин, а не 87 днів, які Фрей стверджував у своїх спогадах. 
Тоді Опра запросила на шоу видавця Фрея Нан Талізе, щоб вона пояснила чому книга була заявлена як книга правдивих спогад. Талез визнала, що інформація викладена у романі не перевірялась на достовірність, незважаючи на те, що раніше представники  видавництва запевнили Опру Вінфрі, що книга справді не є белетристикою, і описували її як «жорстоко чесну історію, що відбулася насправді».

### Наслідки викриття
31 січня 2006 року було оголошено, що літературний менеджер Фрея Кассі Евашевська з видавництва «Brillstein Entertainment Partners» розірвала з ним контракт на співпрацю через питання довіри. В інтерв'ю журналу «Publishers Weekly» Евашевська сказала, що раніше «ніколи особисто не бачила такої медіа-шаленості стосовно книги». 
1 лютого 2006 року видавництво «Random House» опублікувало офіційний коментар Фрея, який згодом був включений до всіх наступних видань книги. У примітці Фрей вибачився за те, що сфабрикував частину своєї «автобіографічної» книги.
24 лютого 2006 року видавництво «Riverhead» розірвало угоду щодо співпраці з Джеймсом Фреєм. Саме це видавництво випустило бестселер Фрея у 2005 році — «Мій друг Леонард».
12 вересня 2006 року Фрей та видавець «Random House, Inc.» досягли попереднього правового врегулювання, завдяки якому читачам, які вважають, що вони були ошукані твором Фрея, буде запропоновано повернути гроші. Щоб отримати відшкодування, клієнти повинні були подати підтвердження про покупку, наприклад, бодай декілька сторінок самої книги, та заповнити заяву, що вони придбали книги лише тому, що це були мемуари.
2 листопада 2007 року Associated Press опублікував статтю про рішення щодо компенсації за моральні збитки на користь читачів, які вважають себе обманутими Фреєм. Хоча видавець, «Random House», виділив 2,35 мільйонів доларів на судові позови, лише 1729 читачів виступили з проханням компенсувати їм моральні збитки. Пропозиція про відшкодування стосувалася всіх, хто придбав книгу до викриття брехні Фрея щодо правдивості своїх мемуарів. 

### Full Fathom Five
У 2009 році Фрей заснував Full Fathom Five, нове книжкове видавництво, орієнтоване на підліткову аудиторію, метою якого було створення комерційних книжкових циклів романів на кшталт «Сутінків». У листопаді 2010 році вибухнув скандал, що розкрив подробиці відсторонення співавтора Фрея Джобі Хьюза від створення «Лорієнської саги». Стаття New York Magazine «James Frey's Fiction Factory» розкрила деякі деталі про компанію Фрея. У статті Фрей звинувачується в зловживанні і використанні дешевої робочої сили для масового випуску книг для підлітків.